# Avvocato (ordinamento canonico)
L'avvocato nell'ordinamento canonico è il professionista che occupa di consulenza, assistenza e rappresentanza legale dei fedeli avanti i tribunali ecclesiastici della Chiesa cattolica.

## Requisiti
Occorre conseguire una licenza in diritto canonico presso una delle Università pontificie. Occorre inoltre conseguire il dottorato nella stessa disciplina, al termine di un corso di cinque anni di studi. Questo è abilitante alla difesa nei tribunale ecclesiastici locali di 1º e 2º grado, senza necessità di superare esami di abilitazione. È possibile diventare avvocato ecclesiastico anche senza dottorato in diritto canonico con una domanda al vescovo, dimostrando di essere veramente esperti (vere peritus) in diritto canonico.
Per questo corso di studi non ha alcun valore il possesso di una precedente laurea in giurisprudenza secondo l'ordinamento italiano o di un altro stato, e neppure l'abilitazione conseguita come avvocato in Italia.

## Classificazione
- Avvocati rotali – Sono specificamente approvati dal Papa ed iscritti in uno speciale e ristrettissimo Albo professionale a carattere universale presso la Rota Romana in Roma. Sono altresì iscritti nell’Albo degli avvocati del tribunale ecclesiastico di prima istanza nella cui circoscrizione hanno ciascuno residenza o domicilio abituale. Possono patrocinare di diritto innanzi a tutti i tribunali ecclesiastici di prima e seconda istanza (ovunque situati), nonché innanzi alla Rota Romana, in terza istanza di giudizio. I titoli richiesti sono una laurea in diritto canonico conseguita presso una Università pontificia e diploma di avvocato rotale, che si consegue al termine di un ulteriore triennio di studi presso una scuola superiore di formazione e pratica forense sita presso la stessa Rota Romana, previo superamento di tutte le prove di esame previste al termine di ciascun anno, oltre ad uno speciale e conclusivo esame finale.
- Avvocati dottorati – Sono approvati in modo stabile dal vescovo moderatore del tribunale ecclesiastico regionale o interdiocesano di prima istanza nella cui circoscrizione hanno residenza o domicilio ed ivi svolgono abitualmente la loro professione; sono iscritti nei rispettivi Albi degli avvocati presso questi tribunali. Possono patrocinare di diritto solo presso il tribunale ecclesiastico ove sono iscritti, oltre che in quello designato per l’appello. Per patrocinare, invece, presso tutti gli altri tribunali ecclesiastici di prima e seconda istanza, necessitano di volta in volta di una specifica approvazione da parte dei rispettivi vescovi moderatori. Non possono in alcun caso patrocinare presso la Rota Romana in qualsiasi istanza di giudizio. I titoli richiesti sono una laurea in diritto canonico conseguita presso una Università pontificia.
- Avvocati licenziati – Non hanno approvazione stabile da parte del vescovo moderatore del tribunale ecclesiastico di riferimento; salvo qualche rara eccezione, non hanno di conseguenza iscrizione negli Albi avvocati Possono patrocinare di norma solo presso il tribunale ecclesiastico di prima istanza nella cui circoscrizione hanno residenza o domicilio, ma previa discrezionale autorizzazione per ogni singola causa conferita dal vescovo moderatore da cui dipende il tribunale stesso (sono perciò denominati anche avvocati «ad actum»). Ovviamente anche costoro non possono patrocinare presso la Rota Romana. I titoli richiesti sono una licenza in diritto canonico conseguita presso una Università pontificia, a conclusione di un primo ciclo di studi giuridici, propedeutico alla successiva laurea.

## Adempimenti richiesti per laRota Romana
Per perorare presso il Tribunale della Rota Romana in 3º grado, è necessario quindi frequentare un tirocinio di tre anni presso il tale tribunale che è l'organo di vertice della giustizia ecclesiastica, dove le cause sono trattate in lingua latina, e infine superare un esame di abilitazione che non può essere dato più di due volte.

## Tariffe
Le tariffe degli avvocati, per i processi di 1º e 2º grado avanti la circoscrizione italiana sono stabilite dalla Conferenza Episcopale Italiana.